# Мга
Мга (рус. Мга) насељено је место са административним статусом варошице (рус. посёлок городского типа) на северозападу европског дела Руске Федерације. Налази се у централном делу Лењинградске области и административно припада Кировском рејону.
Према проценама националне статистичке службе за 2015. у вароши је живело 10.285 становника.
Статус насеља урбаног типа, односно варошице носи од 1937. године.

## Географија
Варошица Мга смештена је у централним деловима Лењинградске области, на око 50 километара источно од Санкт Петербурга, односно на око 19 километара југоисточно од рејонског центра града Кировска. Кроз насеље протиче река Мга, лева приока реке Неве и део басена Балтичког мора.
Насеље Мга је важан железнички саобраћајни чвор одакле се рачвају железнички правци ка Санкт Петербургу, Волхову, Гатчини и Сонкову.

## Историја
Савремено насеље Мга основано је 1901. године као насеље уз пругу која је повезивала Санкт Петербург са Вологдом. Од 1927. до 1960. насеље је служило као административни центар Мгинског рејона Лењинградске области.
Насеље носи административни статус варошице од 1937. године. Током Другог светскг рата било је под немачком окупацијом од августа 1941. до јануара 1944. године.

## Демографија
Према подацима са пописа становништва 2010. у вароши је живело 10.212 становника, док је према проценама националне статистичке службе за 2015. варошица имала 10.285 становника.
| 1939. | 1959. | 1970.  | 1979.  | 1989. | 2002. | 2010.  | 2015.  |
| ----- | ----- | ------ | ------ | ----- | ----- | ------ | ------ |
| 4,701 | 7,426 | 10,588 | 11,332 | 9,852 | 9,613 | 10,212 | 10,285 |